# Emiliano Álvarez Arana
Emiliano Álvarez Arana (Errenteria, Guipúscoa, 25 d'octubre de 1912 - Viña del Mar, 1 de juny de 1987) fou un ciclista basc, professional entre 1932 i 1939. En el seu palmarès destaca una victòria d'etapa a la Volta a Espanya de 1936.

## Palmarès
- 1932
  - Vencedor d'una etapa de la Volta a Llevant
- 1933
  - Vencedor d'una etapa de la Volta a Llevant
- 1934
  - 1r a la Clàssica d'Ordizia
  - 1r a la Barcelona-Jaca
  - 1r a la Bordeus-Angouléme
  - 1r a Irun
- 1935
  - 1r a la Vuelta al Valle de Leniz
- 1936
  - 1r a la Gran Prova Eibarresa
  - Vencedor d'una etapa de la Volta a Espanya
- 1939
  - 1r al Circuit dels Ports Pirinencs i vencedor d'una etapa

### Resultats al Tour de França
- 1935. Abandona
- 1936. 24è de la classificació general
- 1938. Abandona

### Resultats a la Volta a Espanya
- 1935. Abandona
- 1936. 8è de la classificació general. Vencedor d'una etapa